# Leptipsius dilutus
Leptipsius dilutus es una especie de coleóptero de la familia Monotomidae.

## Distribución geográfica
Habita en Illinois (Estados Unidos).